# Tour Redland
La tour Redland auparavant tour Orange est un gratte-ciel située dans le quartier d'Ankorondrano de l'arrondissement Tsiazotafo à Antananarivo en Madagascar.

## Description
Située à Ankorondrano, Rue Ravoninahitriniarivo, en plein centre d’affaires d’Antananarivo, la tour de 29 étages est haute de 100 mètres et à une surface utile de 12 000 m2.
Conçue par Dubois & Architectes et construite en 2013-2014 pour le Groupe Sipromad, la tour Redland, est en 2014, la plus haute tour de l’Océan Indien.
La tour Redland est accessible par la route des hydrocarbures et par la N 65.

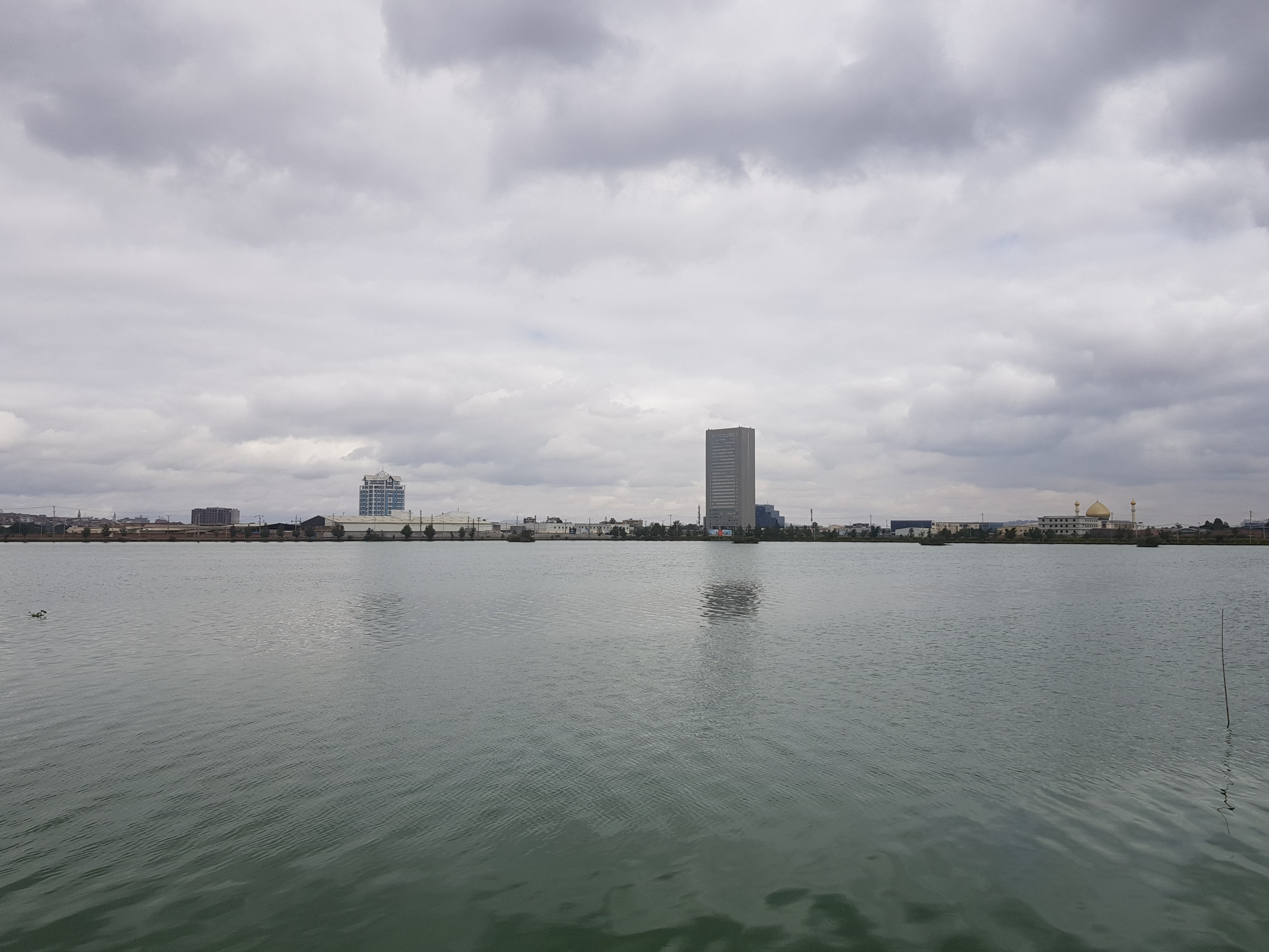
La tour Redland à droite derrière le lac Masay,